# 安德鲁·费边
安德鲁·克里斯托弗·费边，OBEFRS（英語：Andrew Christopher Fabian，1948年2月20日—），英国天文学家、天文物理学家。费边曾担任英国皇家天文学会会长。

## 简历
费边本科、博士均毕业于英国伦敦大学学院，并在伦敦大学学院下属著名的的玛拉德空间科学实验室（Mullard Space Science Laboratory）从事研究。
费边现在英国剑桥大学天文学研究所从事研究工作，并担任皇家研究教授。费边并担任剑桥大学达尔文学院的副院长（Vice-master）。
费边曾是天文学著名学术期刊皇家天文学会月报的主编。2008年至2010年，费边担任英国皇家天文学会会长。

## 研究
费边专注的研究领域有：银河系星体聚集，银河系活跃中心，强引力，黑洞，和X射线背景。他在活动星系核的K线发射的发现中扮演了重要角色。为此，他和日本天文学家田中靖郎合得了2001年的布鲁诺·罗西奖（Bruno Rossi Prize）。2012年獲得英國皇家天文學會金質獎章。2016年獲選為美國國家科學院外籍院士，並獲得太平洋天文學會布魯斯獎。2020年得到科維理（Kavli）天體物理學獎，獲獎原因是對X射線觀測天文學的奠基性工作，包括從星系團氣體流動到星系中心超大黑洞等多個領域的研究。